# 1-butyl-3-methylimidazoliumtetrachloorferraat
1-butyl-3-methylimidazoliumtetrachloorferraat, vaak afgekort tot bmim[FeCl4], is een ionische vloeistof met magnetische eigenschappen. Het kan gesynthetiseerd worden uit 1-butyl-3-methylimidazoliumchloride en ijzer(III)chloride. Het heeft een betrekkelijke kleine oplosbaarheid in waterr.
Ten gevolge van de aanwezigheid van het hoge spin-ion FeCl4- is de vloeistof paramagnetisch met een magnetische susceptibiliteit van 40,6 × 10−6 emu g−1. Een eenvoudige kleine magneet is voldoende om de vloeistof in een reageerbuis aan te trekken.